# Gelanes stigmaticus
Gelanes stigmaticus là một loài tò vò trong họ Ichneumonidae.